# クサアジ科
クサアジ科（学名：Veliferidae）は、アカマンボウ目に所属する魚類の分類群の一つ。底生魚であるクサアジ・ヒメクサアジのみ、2属2種が記載される。科名の由来は、ラテン語の「velum（帆）」と「fero（持つ）」から。

## 分布・生態
クサアジ科の魚類はいずれも海水魚で、インド洋から西部太平洋にかけての温暖な海に分布する。海底付近を遊泳して生活する底生性の魚類であり、沿岸域から大陸棚・大陸斜面あるいは海嶺を主な生息範囲とする。
ごくまれに底引き網で混獲されるが、本科魚類の生態についてはほとんどわかっていない。

## 形態
クサアジ科の仲間は体高が高く、著しく左右に平たい側扁した体型をもつ。クサアジは最大で全長40cm、ヒメクサアジは28cmにまで成長する。歯をもたない。浮き袋は後方で二股に分岐し、後端の位置は肛門を大きく越える。
背鰭と臀鰭の基底は長く、棘条（真の棘条ではない）と軟条を合わせてそれぞれ32-44本および25-35本の鰭条で構成される。クサアジは全体的に長い背鰭鰭条をもつ一方、ヒメクサアジは第6鰭条のみが伸長し、両者の鑑別点の一つとなっている。腹鰭は7-9軟条で、棘条様の鰭条をもたない。鰓条骨は6本、椎骨は33-34個。

## 分類

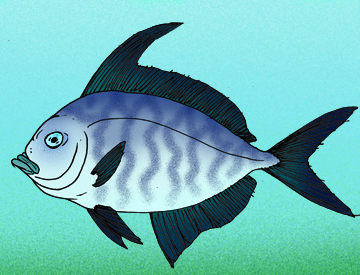
Veronavelifer sorbinii の想像図。本種はヒメクサアジ属と近縁の絶滅種で、イタリア北部の地層から化石が出土している

クサアジ科にはNelson（2016）の体系において2属2種が認められている。イタリアおよびデンマークにおける始新世の地層から、ヒメクサアジ属に近縁の Veronavelifer 属、Palaeocentrotus 属の化石が見つかっている（後者は独自の科として分類される）。
- クサアジ属 Velifer
  - クサアジ Velifer hypselopterus
- ヒメクサアジ属 Metavelifer
  - ヒメクサアジ Metavelifer multiradiatus